# Marie Trintignant
Marie Trintignant (París, 21 de enero de 1962-Neuilly-sur-Seine, 1 de agosto de 2003) fue una actriz teatral, cinematográfica y televisiva de nacionalidad francesa.

## Biografía

### Carrera
Fue la hija de Nadine y el famoso actor Jean-Louis Trintignant. Comenzó su carrera en el cine en 1966, cuando participó en el filme Mon amour, mon amour, de su madre Nadine Trintignant, y en el cual también actuaba su padre. Tras esta cinta, Trintignant trabajó en otras varias dirigidas también por su madre. 
En 1979 inició verdaderamente su carrera de actriz actuando en Série noire (1979), de Alain Corneau, quien entró en los anales del cine negro gracias a la atmósfera oscura y desesperada del filme.
Fue en la década de 1980 cuando alcanzó la cima de su carrera gracias a Claude Chabrol. Su voz grave y su profunda mirada resaltaron en Une affaire de femmes, filme donde encarnó a una prostituta, amiga del personaje principal encarnado por Isabelle Huppert, y en Betty, película en la que interpretó el papel principal.
En la década de 1990 protagonizó Une nuit d'été en ville, de Michel Deville. También fue actriz de comedia, trabajando en filmes como Cible émouvante o ...Comme elle respire, ambos de Pierre Salvadori en los que daba réplica a Guillaume Depardieu.
En 2000, bajo la dirección de su madre, hizo el papel de una defensora del derecho al aborto en el telefilme Victoire, ou la douleur des femmes.
La diversidad de sus papeles hizo de ella una actriz enigmática y difícil de clasificar en un registro preciso. 
Trintignant fue nominada en cinco ocasiones a los Premios César:
- En 1989 por Une affaire de femmes (mejor actriz de reparto)
- En 1994 por Les Marmottes (mejor actriz de reparto)
- En 1997 por Le Cri de la soie (mejor actriz)
- En 1998 por Le Cousin (mejor actriz de reparto)
- En 1999 por Comme elle respire (mejor actriz).

En 2000 fue miembro del jurado del Festival de cine estadounidense de Deauville.

### Asesinato

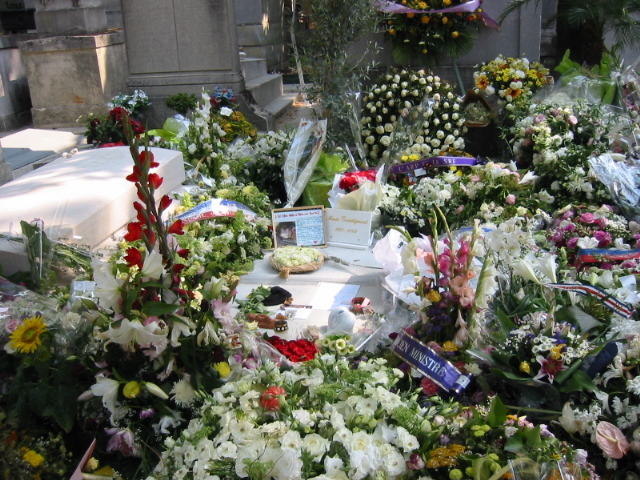
Tumba en el Cementerio del Père-Lachaise.

En la noche del 26 al 27 de julio de 2003, mientras rodaba el telefilme Colette, une femme libre, en Vilna (Lituania), surgió una disputa con su novio Bertrand Cantat (Cantat y Trintignant habían iniciado una relación hacía 18 meses) a causa de un mensaje de su exmarido, Samuel Benchetrit, de quien estaba separada. Durante la pelea, Cantat golpeó repetidamente a Trintignant en la cabeza (diecinueve golpes, según las pruebas médicas). La actriz cayó inconsciente al suelo y mortalmente lesionada.
El 29 de julio de 2003 fue operada en un hospital de Vilna con pronóstico reservado. Fue repatriada a Francia el 31 de julio en estado de muerte cerebral a causa de un edema en el cerebro. El neurocirujano Stéphane Delajoux intentó otra intervención, pero falleció en Neuilly-sur-Seine al día siguiente.
Fue enterrada en el Cementerio del Père-Lachaise el 6 de agosto.

### Descendencia
Marie Trintignant tuvo cuatro hijos:
- Roman, nacido en 1986, con el baterista del grupo Téléphone Richard Kolinka;
- Paul, 1993, con el actor François Cluzet;
- Léon, 1996, con Mathias Othnin-Girard;
- Jules, 1998, con el director Samuel Benchetrit.

## Filmografía

### Cine
| - 1967 : Mon amour, mon amour, de Nadine Trintignant - 1971 : Ça n'arrive qu'aux autres, de Nadine Trintignant - 1973 : Défense de savoir, de Nadine Trintignant - 1976 : Le Voyage de noces, de Nadine Trintignant - 1979 : Série noire, de Alain Corneau - 1979 : Premier Voyage, de Nadine Trintignant - 1980 : La Terrazza, de Ettore Scola - 1981 : Un matin rouge, de Jean-Jacques Aublanc - 1981 : Eaux profondes, de Michel Deville - 1983 : Les îles, de Iradj Azimi - 1985 : L'Été prochain, de Nadine Trintignant - 1987 : Noyade interdite, de Pierre Granier-Deferre - 1988 : La Maison de Jeanne, de Magali Clément - 1988 : Une affaire de femmes, de Claude Chabrol - 1990 : Wings of Fame (les ailes de la renommée), de Otovar Votocek - 1990 : Nuit d'été en ville, de Michel Deville - 1990 : Alberto Express, de Arthur Joffé - 1991 : Los amantes del Puente Nuevo, de Leos Carax - 1991 : Contre l'oubli, de Chantal Akerman – documental para Amnistía Internacional - 1992 : Betty, de Claude Chabrol - 1993 : L'Instinct de l'ange, de Richard Dembo - 1993 : Cible émouvante, de Pierre Salvadori - 1993 : Les Marmottes, de Elie Chouraqui | - 1995 : Les Apprentis, de Pierre Salvadori - 1995 : Fugueuses, de Nadine Trintignant - 1996 : Des nouvelles du bon Dieu, de Didier Le Pêcheur - 1996 : Le Cri de la soie, de Yvon Marciano - 1996 : Ponette, de Jacques Doillon - 1996 : Portraits chinois, de Martine Dugowson - 1997 : Les Démons de Jésus, de Bernie Bonvoisin - 1998 : ...Comme elle respire, de Pierre Salvadori - 1998 : Le Cousin, de Alain Corneau - 2000 : Promenons-nous dans les Bois, de Lionel Delplanque - 2000 : Le Prince du Pacifique, de Alain Corneau - 2000 : Harrison's flowers, de Elie Chouraqui - 2000 : Les blancs, de Eric Woreth - 2001 : Sur la pointe du cœur, de Anne Lévy-Morelle - 2002 : Una lunga, lunga, lunga notte d'amore, de Luciano Emmer - 2002 : Petites Misères, de Philippe Boon y Laurent Brandenbourger - 2002 : Total Kheops, de Alain Bévérini - 2002 : Corto Maltese : La Cour secrète des Arcanes, de Pascal Morelli (voz) - 2002 : Lo, un jour où il y aura la nuit, d'Olivier Brut - voz - - 2002 : Ce qu'ils imaginent, de Anne Théron - 2003 : Le Beau Sexe - 2003 : Les Marins perdus, de Claire Devers - 2003 : Janis et John, de Samuel Benchetrit |

### Cortometrajes
- 1985 : Femme fidèle, de Dominique Maillet
- 1986 : Paulette et son prince, de Thierry Barrier
- 1996 : Gorille, mon ami, de Emmanuel Malherbe
- 1999 : Elle grandit si vite, de Anne Théron

### Televisión
- 1977 : Madame le juge (serie, episodio L'Innocent)
- 1984 : La Groupie
- 1988 : Médecins des hommes
- 1988 : La Garçonne
- 1988 : Sueurs froides (serie - episodio À la mémoire d'un ange), de Claire Devers
- 1989 : Marat
- 1993 : Rêveuse jeunesse
- 1994 : Arrêt d'urgence
- 1994 : Le Misanthrope
- 1996 : L'Insoumise, de Nadine Trintignant
- 1996 : Le Secret d'Iris
- 1997 : La Famille Sapajou
- 2000 : Victoire, ou la douleur des femmes, de Nadine Trintignant
- 2003 : Colette, une femme libre, de Nadine Trintignant

## Teatro
- 1981 : Noches blancas, de Dostoyevski, escenografía de Alain Gambin, con Jean-Luc Battini, gira
- 1990 : Y'a pas que les chiens qui s'aiment, de y con Marie Trintignant y François Cluzet, Teatro Nacional de Chaillot
- 1992 : Belgicae, de Anita Van Belle, escenografía de Pierre Pradinas, Festival de Aviñón
- 1994 : Pour Roland Dubillard, Festival de Aviñón
- 1994 : Le Retour, de Harold Pinter, escenografía de Bernard Murat, Teatro de l'Atelier
- 1995 : Néron, de Gabor Rassov, escenografía de Pierre Pradinas, Teatro de la Bastilla
- 1997 : Néron, de Gabor Rassov, escenografía de Pierre Pradinas, Le Trianon
- 1999 : Poèmes à Lou, de Guillaume Apollinaire, escenografía de Samuel Benchetrit, con Jean-Louis Trintignant, Teatro de l'Atelier
- 2002 : Comédie sur un quai de gare, de Samuel Benchetrit, con Jean-Louis Trintignant, Teatro Hébertot

## Grabaciones
Hizo el papel de Bianca, una cantante en el purgatorio, en el filme de Otakar Votocek Wings of fame (1990), pero la grabación de la canción que ella interpretaba no quedó disponible. 
En noviembre de 2001 interpretó la canción Je suis dev'nue la bonne en dúo con Thomas Fersen, para la cadena France Inter. Siempre con Thomas Fersen, en 2003 grabó Pièce montée des grands jours. Ese mismo año, en la película Janis et John, de Samuel Benchetrit, hizo el papel de una mujer que se hacía pasar por Janis Joplin, con lo cual cantaba en el filme.